# 南丹尼斯 (新澤西州)
南丹尼斯（英語：South Dennis）是位於美國新澤西州開普梅縣的普查規定居民點。

## 人口
根據2020年美國人口普查的數據，南丹尼斯的面積為16.27平方千米，當中陸地面積為16.08平方千米，而水域面積為0.19平方千米。當地共有人口1703人，而人口密度為每平方千米104.67人。